# Liste der Kulturgüter in Schupfart
Die Liste der Kulturgüter in Schupfart enthält alle Objekte in der Gemeinde Schupfart im Kanton Aargau, die gemäss der Haager Konvention zum Schutz von Kulturgut bei bewaffneten Konflikten, dem Bundesgesetz vom 20. Juni 2014 über den Schutz der Kulturgüter bei bewaffneten Konflikten sowie der Verordnung vom 29. Oktober 2014 über den Schutz der Kulturgüter bei bewaffneten Konflikten unter Schutz stehen.
Objekte der Kategorien A und B sind vollständig in der Liste enthalten, Objekte der Kategorie C fehlen zurzeit (Stand: 1. Januar 2023).

## Kulturgüter
| Foto |                                                                           | Objekt                                         | Kat. | Typ | Standort                      | Beschreibung |
| ---- | ------------------------------------------------------------------------- | ---------------------------------------------- | ---- | --- | ----------------------------- | ------------ |
| ja   | Datei hochladen · Wikidata zu Herrain, Erdwerk (Q1613951)                 | Herrain (Erdwerk) KGS-Nr.: 00243               | A    | F   | Herrainweg 639760 / 262880    |              |
| ja   | Datei hochladen · Wikidata zu Römisch-katholische Pfarrkirche (Q15124728) | Römisch-katholische Pfarrkirche KGS-Nr.: 15762 | B    | G   | Kirchgasse 23 639789 / 262642 |              |